# Okręg wyborczy nr 88 do Sejmu Polskiej Rzeczypospolitej Ludowej (1989–1991)
Okręg wyborczy nr 88 do Sejmu Polskiej Rzeczypospolitej Ludowej (1989–1991) obejmował województwo skierniewickie. W ówczesnym kształcie został utworzony w 1989. Wybieranych było w nim 5 posłów w systemie większościowym.
Siedzibą okręgowej komisji wyborczej były Skierniewice.

## Wybory parlamentarne 1989

### Mandat nr 341 –Polska Zjednoczona Partia Robotnicza
| Kandydat | I tura | I tura | II tura | II tura |
| Kandydat | Głosów | %      | Głosów  | %       |
| --- | ------ | ------ | ------- | ------- |
| Zbigniew Kostrzewa                                                                                             | 23 646 | 16,78  | 28 978  | 52,28   |
| Marian Tuka | 17 262 | 12,25  | 18 340  | 33,09   |
| Włodzimierz Chadamik                                                                                           | 15 884 | 11,27  | —       | —       |
| Marian Kowalski                                                                                                | 15 085 | 10,70  | —       | —       |
| Liczba głosów ważnych: 140 919 (I tura) • 55 432 (II tura) Źródło: Państwowa Komisja Wyborcza I tura i II tura |        |        |         |         |

### Mandat nr 342 –Polska Zjednoczona Partia Robotnicza
| Kandydat | I tura | I tura | II tura | II tura |
| Kandydat | Głosów | %      | Głosów  | %       |
| --- | ------ | ------ | ------- | ------- |
| Jacek Andrzejewski                                                                                             | 27 701 | 19,12  | 24 686  | 44,68   |
| Witold Romalski                                                                                                | 21 626 | 14,93  | 20 118  | 36,41   |
| Marek Wawrzyński                                                                                               | 19 664 | 13,57  | —       | —       |
| Liczba głosów ważnych: 144 887 (I tura) • 55 256 (II tura) Źródło: Państwowa Komisja Wyborcza I tura i II tura |        |        |         |         |

### Mandat nr 343 –Zjednoczone Stronnictwo Ludowe
| Kandydat | I tura | I tura | II tura | II tura |
| Kandydat | Głosów | %      | Głosów  | %       |
| --- | ------ | ------ | ------- | ------- |
| Ludomir Goździkiewicz                                                                                          | 41 295 | 27,78  | 28 385  | 51,41   |
| Eugeniusz Pawlica                                                                                              | 28 910 | 19,45  | 17 510  | 31,71   |
| Liczba głosów ważnych: 148 628 (I tura) • 55 211 (II tura) Źródło: Państwowa Komisja Wyborcza I tura i II tura |        |        |         |         |

### Mandat nr 344 – bezpartyjny
| Kandydat                                                          | Głosów  | %     |
| ----------------------------------------------------------------- | ------- | ----- |
| Anna Urbanowicz                                                   | 100 708 | 71,64 |
| Grażyna Szadkowska                                                | 12 827  | 9,12  |
| Zbigniew Wilk                                                     | 9314    | 6,63  |
| Eugeniusz Zobel                                                   | 3744    | 2,66  |
| Ryszard Woźniak                                                   | 3397    | 2,42  |
| Ireneusz Szwajkosz                                                | 2002    | 1,42  |
| Liczba głosów ważnych: 140 579 Źródło: Państwowa Komisja Wyborcza |         |       |

### Mandat nr 345 – bezpartyjny
| Kandydat                                                          | Głosów  | %     |
| ----------------------------------------------------------------- | ------- | ----- |
| Maciej Bednarkiewicz                                              | 105 280 | 69,51 |
| Antoni Olejniczak                                                 | 16 871  | 11,14 |
| Kazimierz Grzybowski                                              | 13 589  | 8,97  |
| Liczba głosów ważnych: 151 452 Źródło: Państwowa Komisja Wyborcza |         |       |